# Ulaema
Ulaema is een monotypisch geslacht van straalvinnige vissen uit de familie van de mojarra's (Gerreidae).

## Soort
- Ulaema lefroyi (Goode, 1874)